# أوفالتين
اوفالتين (بالإنجليزية: Ovaltine)‏ هي العلامة التجارية للمنتج منكهة للحليب المصنوع من مالت (باستثناء العبوة الزرقاء في الولايات المتحدة) والسكر (ما عدا في سويسرا)، ومصل اللبن وبعض النكهات منها الكاكاو.